# Valeriodes icamba
Valeriodes icamba är en fjärilsart som beskrevs av Swinhoe 1893. Valeriodes icamba ingår i släktet Valeriodes och familjen nattflyn. Inga underarter finns listade i Catalogue of Life.